# Sierra de La Sagra
La Sagra es una sierra y un pico aislado situados al norte de la provincia de Granada (España), entre los términos municipales de Huéscar y la Puebla de Don Fadrique. Es el punto más alto de la cordillera Subbética y del Altiplano Granadino; su altitud es de 2383 m s. n. m. en su parte más elevada (presenta una doble cima de altura desigual).
Su singularidad reside en su prominencia, ya que emerge solitaria rodeada de otras zonas de menor altitud, además, se trata de la cumbre más elevada de Andalucía fuera de Sierra Nevada. Sus cimas permanecen con nieve durante el otoño, invierno y comienzos de la primavera. Está enclavada a la espalda de las Sierras de Cazorla y Segura, en el extremo norte de la provincia de Granada.
Sus laderas, bastante empinadas, están cubiertas de espesos bosques de pino salgareño hasta media altura; en la ladera oeste existe una pista forestal empleada por los lugareños, visitantes y escaladores para acceder a la cima ya que es la más cómoda. Desde su cima se observa en días despejados parte de la costa de Almería. Es un Parque Natural que lleva su nombre.

## Geología
Está formado por calizas, margas y cretas estratificadas que pueden apreciarse cerca de la cumbre, como estratos de gran espesor y dureza, además de por las barrancas y profundas cárcavas que cruzan sus flancos. Es fruto de la orogénesis alpina que actuó sobre los sedimentos de la zona hace unos 25 millones de años. En su cima pueden encontrarse fósiles de esta época geológica, especialmente conchas de animales marinos (almejas, bivalbos y similares).

## Ecosistema
La Sierra de la Sagra es un refugio natural para la flora y la fauna de marcados contrastes y gran variedad. 
Dentro de la flora, destacan sus bosques de encina en el pie del monte y, en los lugares más húmedos, meso y supramediterráneos, los bosques de Quercus faginea y puntualmente los bosques de Acer granatense, entre otros. A mayor altitud, se desarrollan densos bosques de pino salgareño, muy propio de los Sistemas Béticos. En este entorno, además, existe un pequeño bosquete de ejemplares de secuoya gigante en la conocida zona de La Losa, por la que pasa la carretera que une Huéscar con la A-317 (de Puebla de Don Fadrique a Santiago de la Espada).

## Turismo y uso
La Sagra es un punto de encuentro para excursionistas y senderistas, ya que se trata de una de las montañas más elevadas del sureste peninsular, muy prominente y curiosa. Su altura propicia que sea de las pocas montañas de la zona donde la nieve se mantiene hasta bien entrada la primavera. Además, sus atractivos tienen que ver con las posibilidades que ofrece: el bosquete de secuoyas, el senderismo y los deportes de invierno.
En la cara norte de la montaña, a 1.530 m s. n. m., se encuentra el Observatorio Astronómico de La Sagra (Puebla de Don Fadrique).

## Galería de imágenes

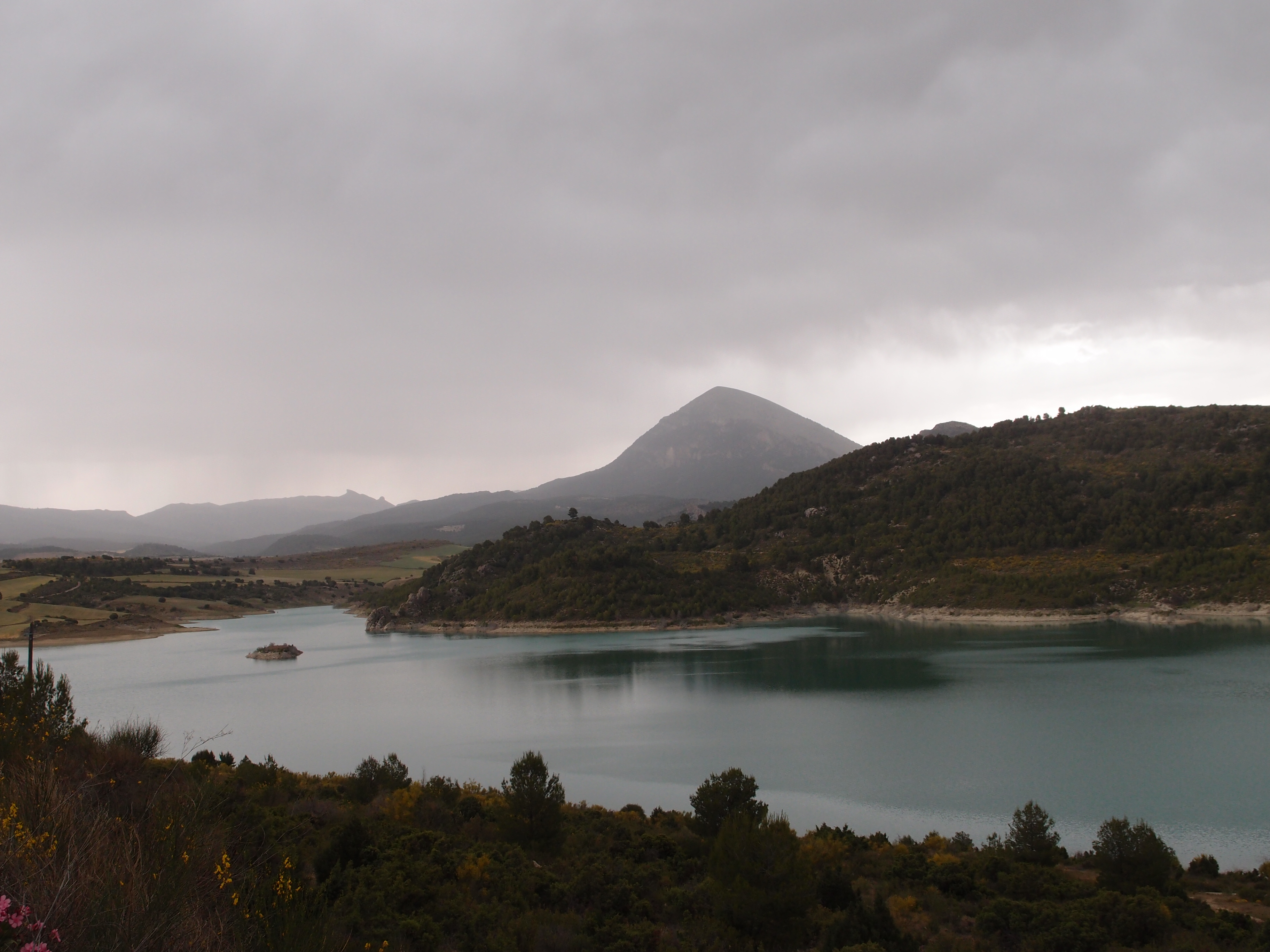
Pico La Sagra desde el embalse de San Clemente.
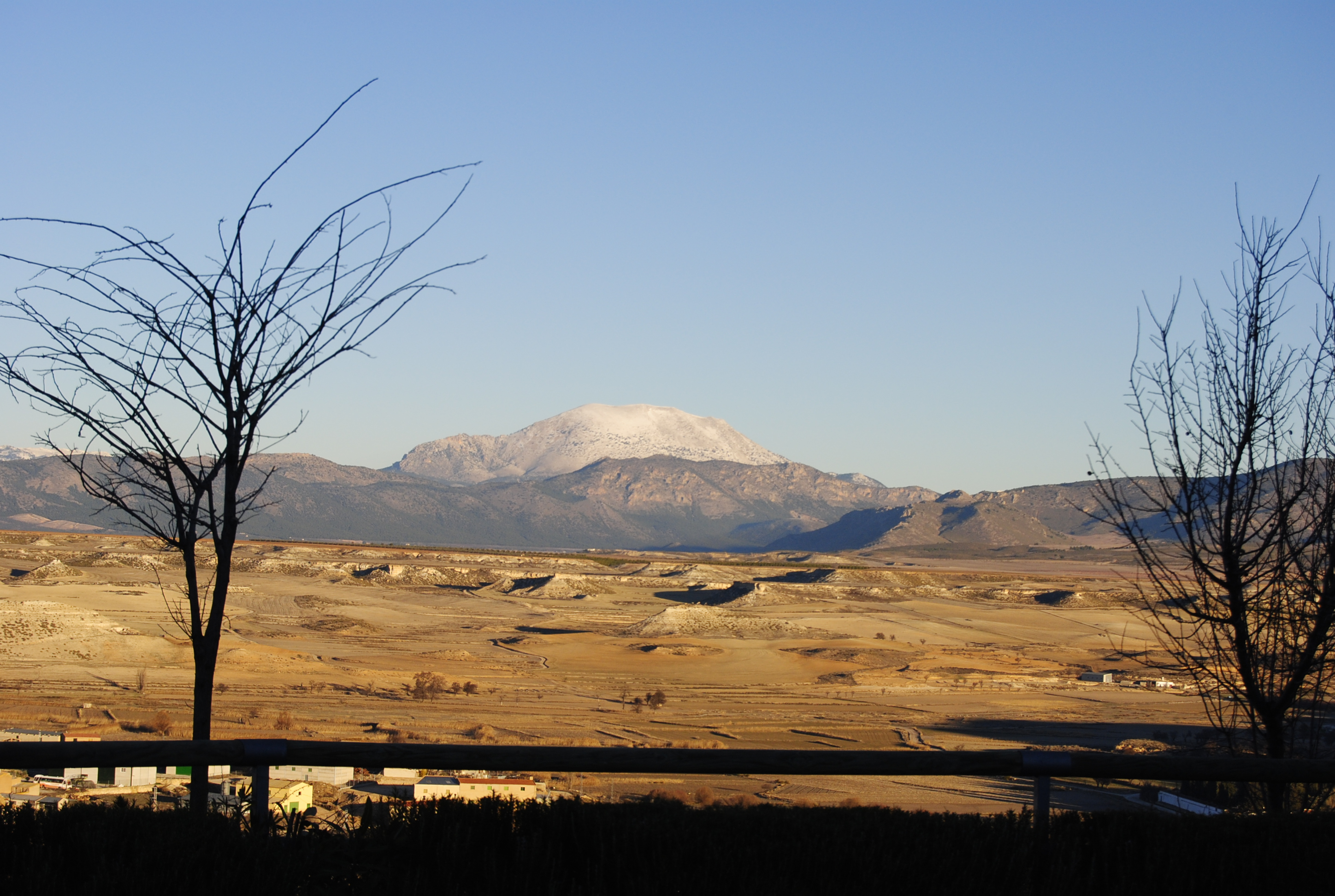
Pico de La Sagra en la distancia.
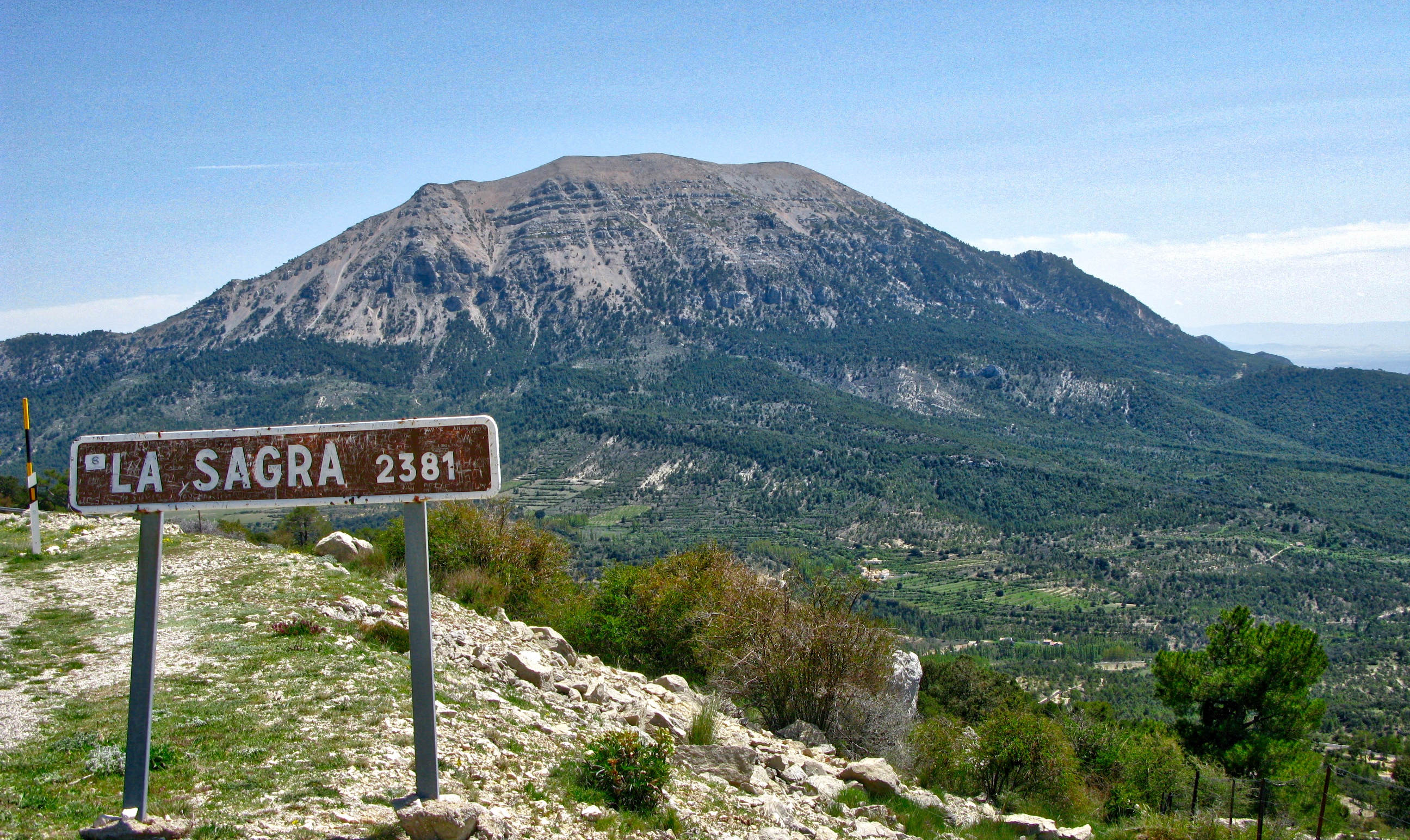
Pico de La Sagra con la vegetación en el pie de monte.